# Hans Dieter Baehr
Hans Dieter Baehr (* 24. Juni 1928 in Elbing; † 25. Januar 2014 in Bochum) war ein deutscher Angewandter Mathematiker und Hochschullehrer.

## Leben
Nach einem Studium der Angewandten Mathematik wandte sich Hans Dieter Baehr der Theoretischen Maschinenlehre zu. Er wurde Assistent am Lehrstuhl für technische Thermodynamik der Technischen Hochschule Karlsruhe und arbeitete auf den Gebieten der Wärmeübertragung und der Anwendung von Laplace-Transformationen. Nach einer Tätigkeit in der Industrie wurde er im April 1958 Ordinarius für Thermodynamik in der Abteilung Maschinenbau am Institut für Thermodynamik in der Fakultät für Maschinenwesen der Technischen Universität Berlin. Im August 1961 wechselte er an den Lehrstuhl für Wärmelehre an der Technischen Hochschule Braunschweig. 1967 folgte er einem Ruf an die Ruhr-Universität Bochum. Ab 1974 lehrte und forschte Baehr an der Universität der Bundeswehr Hamburg. Von 1981 bis 1993 war er an der Universität Hannover tätig.

## Ehrungen
- 1958: VDI-Ehrenring[2]
- 1985: Ehrendoktor der Universität der Bundeswehr Hamburg
- 1992: Carl-von-Linde-Denkmünze des Deutschen Kälte- und Klimatechnischen Vereins[3]

## Werke (Auswahl)
- Zur Thermodynamik der Zweiphasengleichgewichte. Steiner in Komm., Wiesbaden 1952.
- Der kritische Zustand und seine Darstellung durch die Zustandsgleichung. Dissertationsschrift. Steiner in Komm., Wiesbaden 1954.
- Verfahren der Kälteerzeugung und Grundlagen der Wärmeübertragung. Springer, Berlin/Göttingen/Heidelberg 1959 (zusammen mit Ernst Hoffmann und Rudolf Plank).
- Thermodynamik. Springer, Berlin/Göttingen/Heidelberg 1962 (zu Lebzeiten Baehrs in 15 Auflagen erschienen).
- Wärme- und Stoffübertragung. Springer, Berlin und weitere 1994, ISBN 3-540-55086-0 (zusammen mit Karl Stephan).